# Skøjtebane
En skøjtebane er et areal med vand som er frosset ned til under 0° C. Man er derfor nødt til at anvende skøjter for at navigere rundt på banen. Skøjter og skøjtebaner bliver brugt mange steder og til mange sportsgrene.

## Sportsgrene hvor man bruger skøjter
- Wikimedia Commons har flere filer relateret til Skøjtebane
- Ishockey
- Kunstskøjteløb
- Skøjteløb
- Bandy
- Rinkbandy
- Ringette
- Fritidsskøjtning